# Liste der Baudenkmäler in Oberammergau
Auf dieser Seite sind die Baudenkmäler in der oberbayerischen Gemeinde Oberammergau zusammengestellt. Diese Tabelle ist eine Teilliste der Liste der Baudenkmäler in Bayern. Grundlage ist die Bayerische Denkmalliste, die auf Basis des Bayerischen Denkmalschutzgesetzes vom 1. Oktober 1973 erstmals erstellt wurde und seither durch das Bayerische Landesamt für Denkmalpflege geführt wird. Die folgenden Angaben ersetzen nicht die rechtsverbindliche Auskunft der Denkmalschutzbehörde.
 Die Liste gibt den Fortschreibungsstand vom 23. Mai 2020 wieder und umfasst 52 Baudenkmäler.

## Baudenkmäler
| Lage                                                             | Objekt                                                                                    | Beschreibung | Akten-Nr.              | Bild                                                                    |
| ---------------------------------------------------------------- | ----------------------------------------------------------------------------------------- | --- | ---------------------- | ----------------------------------------------------------------------- |
| Am Mühlbach 1 (Standort)                                         | Wohnteil eines ehemaligen Kleinbauernhauses                                               | Zweigeschossiger Flachsatteldachbau mit verputztem Blockbauobergeschoss und Giebelluken, im Kern von 1541 (dendrochronologisch datiert), Umbau um 1800. | D-1-80-125-4           | weitere Bilder                                                          |
| Am Mühlbach 5 (Standort)                                         | Wandmalerei                                                                               | Heiliger Johannes von Nepomuk mit zwei Engeln und Inschriftentext, von Franz Seraph Zwinck, 1768; auf der östlichen Traufseite des ehemaligen Einfirsthofes. Ehemals ganzes Haus Am Mühlbach 4/5 (zweigeschossiger Flachsatteldachbau mit Zierbund und barocker Fassadenmalerei, 18. Jahrhundert) denkmalgeschützt. | D-1-80-125-5           | weitere Bilder                                                          |
| Am Mühlbach 6 (Standort)                                         | Giebelseite und nördliche Traufseite des ehemaligen Kleinbauernhauses mit Fassadenmalerei | Ende 18. Jahrhundert. | D-1-80-125-6           | weitere Bilder                                                          |
| Am Osterbichl 12 (Standort)                                      | Villa, sogenanntes Ammerschlössl                                                          | Zwei- bzw. dreigeschossiger rustizierter Flachdachbau in neugotischen Formen mit Turm und Zinnen, 1899. | D-1-80-125-44          | weitere Bilder                                                          |
| Am Rainenbichl 54 (Standort)                                     | Ehemalige Gebirgsnachrichtenkaserne, sog. Conrad-von-Hötzendorf-Kaserne                   | dann Entwicklungsabteilung der Messerschmitt AG, sog. Oberbayerische Forschungsanstalt; Stabsgebäude, vier Mannschaftsgebäude und eine Kantine, zweigeschossige Massivbauten mit weit vorkragendem Flachsatteldach mit Kniestock, Flugpfetten und Lauben, teilweise mit figürlichen Malereien (bez. Padua); Turnhalle, Halle mit Flachsatteldach und Flugpfetten, großen Fenstern und weitgespanntem hölzernem Tragwerk mit Stahlstreben; drei Stallungen, erdgeschossige Massivbauten mit Flachsatteldach, Flugpfetten und Bundwerk; ehem. Kasino, erdgeschossiger Massivbau mit Flachsatteldach, Flugpfetten und Bundwerk; ehem. Schmiede, dann Kapelle, erdgeschossiger Massivbau mit Flachsatteldach, Flugpfetten, Glockenturm, rundbogig schließenden Fenstern und offener Vorhalle; fünf Garagen, erdgeschossige Flachsatteldachbauten; Heizzentrale, erdgeschossiger Massivbau mit Flachsatteldach und erhöhtem Mittelteil mit Pultdach; sämtliche Gebäude mit dekorativ ins Mauerwerk eingesetzten groben Hausteinen und ausschwingenden Gebäudeecken; Hangstützmauern und Treppenanlage; Einfriedung, aus grobem Haustein; sämtlich von Heeresbauverwaltung, 1935/36; Balkenbrücke mit Geländer, Beton; Fundamentplatte des Kopiergebäudes; weitläufiger Stollenkomplex im Schaffelberg; sämtlich 1943-45. | D-1-80-125-68          | Ehemalige Gebirgsnachrichtenkaserne, sog. Conrad-von-Hötzendorf-Kaserne |
| Bahnhofstraße 1 (Standort)                                       | Ehemaliges Bahnhofsgebäude                                                                | Dreigeschossiger Schopfwalmdach mit östlich hölzernem Erkervorbau, 1898/99. | D-1-80-125-59          | weitere Bilder                                                          |
| Daisenbergerstraße 10 (Standort)                                 | Wohnteil eines ehemaligen Einfirsthofes                                                   | Zweigeschossiger Flachsatteldachbau mit Laube und Zierbund, Anfang 19. Jahrhundert. | D-1-80-125-9           | Wohnteil eines ehemaligen Einfirsthofes                                 |
| Dedlerstraße 6 (Standort)                                        | Ehemaliges Bauernhaus                                                                     | Zweigeschossiger breit gelagerter Flachsatteldachbau mit zweiseitig umlaufender Laube und verschaltem Vordach, zweite Hälfte 18. Jahrhundert. | D-1-80-125-10          | weitere Bilder                                                          |
| Dorfstraße 7 (Standort)                                          | Ehemaliges Kleinbauernhaus                                                                | Zweigeschossiger Preisdachbau mit Balkon, Zier- und Vorbund, zweite Hälfte 17. Jahrhundert. | D-1-80-125-11          | weitere Bilder                                                          |
| Dorfstraße 8 (Standort)                                          | Heimatmuseum mit sogenannter Hauskapelle                                                  | Zweigeschossiger historisierender Gruppenbau mit Altane, Zwerchhaus, Putzgliederung und Fassadenmalerei, von Franz Zell, 1905–08; mit Ausstattung. | D-1-80-125-12          | weitere Bilder                                                          |
| Dorfstraße 9 (Standort)                                          | Ehemaliges Bauernhaus, jetzt Wohn- und Geschäftshaus                                      | Zweigeschossiger Flachsatteldachbau mit verschaltem Kniestock und Zierbund, zweites Viertel 18. Jahrhundert. | D-1-80-125-13          | weitere Bilder                                                          |
| Dorfstraße 10 b/20 (Standort)                                    | Ehemaliges Amtsrichterhaus, seit 1785 Verlagshaus, bis 1922 Posthalterei                  | Dreigeschossiger stattlicher Schopfwalmdachbau in Heimatstilformen mit Giebellaube, Zwerchhaus, Belvedere-Turm und reicher Fassadenmalerei, im Kern 18. Jahrhundert, 1898 Umbau zur heutigen Größe, Malerei modern von Gerhard Ester, Geburtshaus des Dichters Ludwig Thoma. | D-1-80-125-15          | weitere Bilder                                                          |
| Dorfstraße 19 (Standort)                                         | Hotel, sogenannte Alte Post                                                               | Zweigeschossiger Flachsatteldachbau in Ecklage mit Erker, Giebelluken, Fassadenmalerei und barockem Ausleger, im Kern 1612, 18. und 19. Jahrhundert. | D-1-80-125-14          | weitere Bilder                                                          |
| Dorfstraße 24 (Standort)                                         | Ehemaliges Doppelhaus, seit 1906 Wohn- und Geschäftshaus                                  | Dreigeschossiger barocker Flachsatteldachbau mit reicher Fassadenmalerei, 1774, Fresken teilweise von Franz Seraph Zwinck 1778. | D-1-80-125-16          | weitere Bilder                                                          |
| Dorfstraße 27 (Standort)                                         | Treppenhaus                                                                               | Um 1760/65, mit Balustertreppe, bemalten Türen und großer Wandmalerei (Heimsuchung Mariae, nach Peter Paul Rubens), bezeichnet mit „1768“ von Franz Seraph Zwinck. | D-1-80-125-58          | BW                                                                      |
| Dorfstraße 29/31 (Standort)                                      | Ehemaliges Doppelbauernhaus                                                               | Legschindelgedeckter Flachsatteldachbau mit teilweise verputztem Blockbau-Obergeschoss und Zierbund, um 1700. | D-1-80-125-17          | Ehemaliges Doppelbauernhaus                                             |
| Dorfstraße 33 (Standort)                                         | Gasthof, sogenanntes Gasthaus zum Stern                                                   | Zweigeschossiger breit gelagerter Flachsatteldach mit Eckerker und teilverschaltem Giebelfeld, im Kern 17. Jahrhundert, Dach 18./19. Jahrhundert. | D-1-80-125-18          | weitere Bilder                                                          |
| Dorfstraße 43 (Standort)                                         | Wohnhaus                                                                                  | Zweigeschossiger Satteldachbau in Ecklage mit Kniestock, Giebellaube, Zwerchhaus und Fassadenmalerei, im Kern 18. Jahrhundert, um 1900 aufgestockt, überarbeitete Malerei von Franz Seraph Zwinck um 1780 | D-1-80-125-20          | weitere Bilder                                                          |
| Dorfstraße 45 (Standort)                                         | Ehemaliges Pfarrhaus, jetzt Café                                                          | Zweigeschossiger Steildachbau, von Joseph Schmuzer, 1731, Umbau 1877 und 1963. | D-1-80-125-21          | Ehemaliges Pfarrhaus, jetzt Café                                        |
| Ettaler Straße 1 (Standort)                                      | Katholische Pfarrkirche St. Peter und Paul                                                | Barocker überkuppelter Saalraum mit eingezogenem Chor und westlichem Zwiebelturm, von Joseph Schmuzer, 1736–42; mit Ausstattung. | D-1-80-125-1           | weitere Bilder                                                          |
| Ettaler Straße 1 (Standort)                                      | Friedhof                                                                                  | Mit ortsgeschichtlich wichtigen Grabstätten, Anlage 18. Jahrhundert. | D-1-80-125-1 zugehörig | Friedhof                                                                |
| Ettaler Straße 1/3 (Standort)                                    | Friedhofseinfriedung                                                                      | Zum größten Teil verputzte Reste des alten Bruch- und Klaubsteinmauerwerks, 18. Jahrhundert. | D-1-80-125-1 zugehörig | Friedhofseinfriedung                                                    |
| Ettaler Straße 3 (Standort)                                      | Ehemaliges Wohn- und Klosterrichterhaus, jetzt Forstamt                                   | Zweigeschossiger barocker Satteldachbau mit Fassadenmalerei, 1763, Fresken von Franz Seraph Zwinck vor 1775, giebelseitige Jagdszenen von Hartmann 1899. | D-1-80-125-23          | weitere Bilder                                                          |
| Ettaler Straße 8 (Standort)                                      | Wohnhaus, sogenanntes Dedlerhaus                                                          | Zweigeschossiger Flachsatteldachbau mit Fassadenmalerei, 18. Jahrhundert, Fresken teilweise nach alter Vorlage erneuert. | D-1-80-125-24          | weitere Bilder                                                          |
| Ettaler Straße 10 (Standort)                                     | Wohnhaus, sogenanntes Kölblhaus                                                           | Zweigeschossiger Flachsatteldach mit Fassadenmalereien, 1747, Fresken von Franz Seraph Zwinck um 1770. | D-1-80-125-25          | weitere Bilder                                                          |
| Ettaler Straße 16 (Standort)                                     | Haustür                                                                                   | Ornamentierte Holztür mit Oberlicht, Mitte 19. Jahrhundert. | D-1-80-125-26          | weitere Bilder                                                          |
| Ettaler Straße 23/25 (Standort)                                  | Doppelhaus                                                                                | Zweigeschossiger Flachsatteldachbau mit verschaltem Giebelfeld und Vorbund, um 1820. | D-1-80-125-28          | weitere Bilder                                                          |
| Ettaler Straße 41 (Standort)                                     | Kinderheim, sogenanntes Hänsel-und-Gretel-Heim                                            | Häusergruppe von zweigeschossigen Satteldachbauten mit niedrigerem Verbindungsbau und reichen Fassadenmalereien, nördlicher Flachsatteldachbau Mitte 19. Jahrhundert, südlicher Satteldachbau um 1900, Fassadenmalerei 1922–25. | D-1-80-125-30          | weitere Bilder                                                          |
| Ettaler Straße 45 (Standort)                                     | Landhaus, sogenanntes Hillern-Schlössl                                                    | Reich gegliederter Walmdachbau in Heimatstilformen mit Fachwerk-Obergeschoss, Risaliten, Lauben, Eckerkertürmchen, Putzgliederung und Wandbild, 1886. | D-1-80-125-31          | weitere Bilder                                                          |
| Ettaler Straße 49 (Standort)                                     | Landhaus                                                                                  | Zweigeschossiger geschleppter Flachsatteldachbau über hohem Sockelgeschoss in alpenländischen Heimatstilformen mit Eckerker, Altane und Fassadenmalerei, Pläne und Malereien von Michael Zeno Diemer, bezeichnet mit „1922–1923“. | D-1-80-125-32          | weitere Bilder                                                          |
| Frühmessergasse 2 (Standort)                                     | Ehemaliges Kleinbauernhaus                                                                | Zweigeschossiger Preisdachbau mit verschaltem Giebelfeld, zweites Viertel 18. Jahrhundert. | D-1-80-125-33          | Ehemaliges Kleinbauernhaus                                              |
| Frühmessergasse 4 (Standort)                                     | Ehemaliges Bauernhaus                                                                     | Zweigeschossiger Flachsatteldachbau mit verschaltem Giebelfeld, im Kern zweite Hälfte 18. Jahrhundert, ehemaliger Wirtschaftsteil zu Wohnzwecken modern ausgebaut. | D-1-80-125-34          | Ehemaliges Bauernhaus                                                   |
| Judasgasse 2 (Standort)                                          | Handwerkerhaus                                                                            | Zweigeschossiger nordwestlich abgeschrägter Flachsatteldachbau mit Zierbund und Fassadenmalerei, erste Hälfte 18. Jahrhundert, übergangene Fresken von Franz Seraph Zwinck um 1780. | D-1-80-125-35          | weitere Bilder                                                          |
| Kleppergasse 12 (Standort)                                       | Doppelhaushälfte                                                                          | Zweigeschossiger Flachsatteldachbau mit Zierbund, zweite Hälfte 18. Jahrhundert. | D-1-80-125-36          | Doppelhaushälfte                                                        |
| Nähe König-Ludwig-Straße, westlich auf dem Osterbichl (Standort) | Kreuzigungsgruppe                                                                         | Historisierende Figurengruppe aus Kelheimer Marmor, von Johannes von Halbig, 1875. | D-1-80-125-3           | weitere Bilder                                                          |
| Ludwig-Lang-Straße 3 (Standort)                                  | Schnitzschule                                                                             | Zweigeschossiger historisierender Mansardwalmdachbau mit Eckerker, Zwerchgiebel und erdgeschossigen seitlichen Walm- bzw. Halbwalmdach-Anbauten, von Franz Zell, um 1905/10. | D-1-80-125-37          | weitere Bilder                                                          |
| Ludwig-Lang-Straße 61 (Standort)                                 | Kapelle St. Gregor                                                                        | Satteldachbau mit verschindeltem Dachreiter und Vorzeichen, 1765, 1862 erweitert und neu ausgestattet; mit Ausstattung. | D-1-80-125-2           | weitere Bilder                                                          |
| Ludwig-Thoma-Straße 2 (Standort)                                 | Doppelhaus                                                                                | Zweigeschossiger Flachsatteldachbau mit Laube, Zierbund und Fassadenmalerei, drittes Viertel 18. Jahrhundert, Fresko bezeichnet mit „1769“. | D-1-80-125-38          | weitere Bilder                                                          |
| Ludwig-Thoma-Straße 9 (Standort)                                 | Ehemaliges Bauernhaus                                                                     | Zweigeschossiger teilweise verputzter Blockbau mit Flachsatteldach, Zierbund und giebelseitigem Vorbau, drittes Viertel 18. Jahrhundert. | D-1-80-125-39          | Ehemaliges Bauernhaus                                                   |
| Ludwig-Thoma-Straße 10 (Standort)                                | Ehemaliges Wohnhaus, sogenanntes Pilatushaus                                              | Zweigeschossiger legschindelgedeckter Flachsatteldachbau mit reicher barocker Fassadenmalerei, 1774/75, Fresken von Franz Seraph Zwinck 1784, 1899 und 1909 übergangen, Umbau 1909 von Franz Zell. | D-1-80-125-40          | weitere Bilder                                                          |
| Ludwig-Thoma-Straße 11 (Standort)                                | Wandbild                                                                                  | Kleines barockes Fresko, von Joseph Anton Lang, 1778. | D-1-80-125-41          | weitere Bilder                                                          |
| Lüftlmalereck 1/2 (Standort)                                     | Doppelhaus                                                                                | Zweigeschossiger Flachsatteldachbau mit Zierbund und barocker Fassadenmalerei, modern bezeichnet mit „1690“, Fresken von Franz Seraph Zwinck bezeichnet mit „1787“. | D-1-80-125-42          | Doppelhaus                                                              |
| Lüftlmalereck 3 (Standort)                                       | Bauernhaus                                                                                | Zweigeschossiger Flachsatteldachbau mit verschaltem Giebelfeld, vorkragenden Dachbalken und mittiger Quertenne, 1749 (dendrochronologisch datiert), Erweiterung Wirtschaftsteil erste Hälfte 19. Jahrhundert. | D-1-80-125-43          | Bauernhaus                                                              |
| Passionswiese 1 (Standort)                                       | Fries                                                                                     | Geschnitzter barockisierender Puttenfries, 1904. | D-1-80-125-45          | weitere Bilder                                                          |
| Rottenbucher Straße 32 (Standort)                                | Landhaus                                                                                  | Zweigeschossiger hakenförmiger Schopfwalmdachbau in Heimatstilformen mit Eckerker, zweigeschossiger Loggia, Fachwerk-Kniestock und -Giebeln, um 1900. | D-1-80-125-46          | weitere Bilder                                                          |
| Rottenbucher Straße 36 (Standort)                                | Postamt                                                                                   | Zweigeschossiger Steildachbau mit Putzgliederung und Giebelgauben, von Franz Holzhammer, um 1925/30. | D-1-80-125-47          | weitere Bilder                                                          |
| Sankt-Lukas-Straße 5 (Standort)                                  | Weinstube                                                                                 | Zweigeschossiger breitgelagerter Flachsatteldachbau mit Fassadenmalerei, reichem Zier- und Vorbund, wohl 18. Jahrhundert, Fresko von Heinrich Bickel bezeichnet mit „1949“. | D-1-80-125-48          | weitere Bilder                                                          |
| Schnitzlergasse 4 (Standort)                                     | Ehemaliges Bauernhaus                                                                     | Zweigeschossiger Flachsatteldachbau mit überputztem Zierbund, zweite Hälfte 18. Jahrhundert. | D-1-80-125-49          | Ehemaliges Bauernhaus                                                   |
| Schulweg 1 (Standort)                                            | Ehemalige Volksschule, heute Mittelschule                                                 | zweigeschossiger, abgewinkelter Steildachbau mit turmartigem Eingangsrisalit, rundpfeilergestützter Vorhalle und Fassadenskulptur, Fassadenmalereien von Karl Gries (bez.), Wandbild (innen) von Michael Zeno Diemer (bez.), von Raimund Lang, 1937/38. | D-1-80-125-65          | Ehemalige Volksschule, heute Mittelschule                               |
| Schulweg 2 (Standort)                                            | Wohnteil eines ehemaligen Bauernhauses                                                    | Zweigeschossiger Flachsatteldachbau mit Zierbund und Fassadenmalerei, Mitte 18. Jahrhundert. | D-1-80-125-52          | Wohnteil eines ehemaligen Bauernhauses                                  |
| Steinbachergasse 1 (Standort)                                    | Wandbilder                                                                                | Zwei barocke Fresken, südliches bezeichnet mit „Franz Seraph Zwinck“, um 1780, erneuert. | D-1-80-125-53          | weitere Bilder                                                          |
| Steinbachergasse 2 (Standort)                                    | Ehemaliges Bauernhaus                                                                     | Zweigeschossiger Flachsatteldachbau mit reichem Zierbund und traufseitiger Mittertenne, erste Hälfte 18. Jahrhundert, zwei aufgedoppelte Haustüren, 18. Jahrhundert. | D-1-80-125-54          | weitere Bilder                                                          |
| Sterngasse 3 (Standort)                                          | Wandbild                                                                                  | Kleines barockes Fresko, zweite Hälfte 18. Jahrhundert. | D-1-80-125-56          | Wandbild                                                                |
| Theaterstraße 16 (Standort)                                      | Passionsspielhaus                                                                         | Zuschauerhaus, hölzerne Ständer-Riegel-Konstruktion mit Stahlfachwerkbogenbindern und basilikal gestuftem Flachsatteldach mit Fensterbändern, von Max Schmucker, 1899/1900, Außenhülle erneuert; Bühnenhaus, Beton- und Mauerwerksbauten mit Stahlfachwerktragwerk von MAN, von Johann Georg Lang und Raimund Lang, 1930, mit Ausstattung (ehem. Leinwandbilder des Zuschauerhauses, heute Oberammergau Museum, rollbare Bühnenbilder im Bühnenhaus). | D-1-80-125-63          | weitere Bilder                                                          |
| Verlegergasse 8 (Standort)                                       | Ehemaliges Bauernhaus                                                                     | Zweigeschossiger Preisdachbau mit durchfenstertem Kniestock, Traufbundwerk und neugotischem Giebelbalkon, im Kern 18. und Mitte 19. Jahrhundert. | D-1-80-125-57          | weitere Bilder                                                          |

## Ehemalige Baudenkmäler
In diesem Abschnitt sind Objekte aufgeführt, die früher einmal in der Denkmalliste eingetragen waren, jetzt aber nicht mehr. Objekte, die in anderem Zusammenhang – also z. B. als Teil eines Baudenkmals – weiter eingetragen sind, sollen hier nicht aufgeführt werden. Aktennummern in diesem Abschnitt sind ehemalige, jetzt nicht mehr gültige Aktennummern.

| Lage                            | Objekt             | Beschreibung | Akten-Nr.     | Bild           |
| ------------------------------- | ------------------ | --- | ------------- | -------------- |
| Daisenbergerstraße 6 (Standort) | Traufbundwerkteil  | Erstes Viertel 19. Jahrhundert.                                                                                         | D-1-80-125-8  | weitere Bilder |
| Dorfstraße 41 a/b (Standort)    | Doppelhaus         | Zweigeschossiger Flachsatteldachbau in Ecklage, im Kern 18. Jahrhundert.                                                | D-1-80-125-19 | Doppelhaus     |
| Ettaler Straße 18 (Standort)    | Zierbund           | Zweite Hälfte 18. Jahrhundert.                                                                                          | D-1-80-125-27 | weitere Bilder |
| Ettaler Straße 26 (Standort)    | Traufbundwerk      | Erstes Drittel 19. Jahrhundert.                                                                                         | D-1-80-125-29 | weitere Bilder |
| Schnitzlergasse 16 (Standort)   | Bauernhaus         | Zweigeschossiger Satteldachbau mit Kniestock, Laube und Fassadenmalerei, im Kern 18. Jahrhundert, Dach 19. Jahrhundert. | D-1-80-125-51 | weitere Bilder |
| Steinbachergasse 4/6 (Standort) | Kräftiger Zierbund | Erste Hälfte 18. Jahrhundert.                                                                                           | D-1-80-125-55 | weitere Bilder |

## Abgegangene Baudenkmäler
In diesem Abschnitt sind Objekte aufgeführt, die früher einmal in der Denkmalliste eingetragen waren, jetzt aber nicht mehr existieren, z. B. weil sie abgebrochen wurden. Aktennummern in diesem Abschnitt sind ehemalige, jetzt nicht mehr gültige Aktennummern.

| Lage                         | Objekt                       | Beschreibung | Akten-Nr.     | Bild |
| ---------------------------- | ---------------------------- | --- | ------------- | ---- |
| Schnitzlergasse 7 (Standort) | Rustiziertes Sandsteinportal | Am Haus, mit Bekrönung und zweiflügeliger, aufgedoppelter Haustür, Mitte 18. Jahrhundert. Haus offensichtlich abgerissen. | D-1-80-125-50 | BW   |